# Marina Damlaimcourt
Marina Damlaimcourt Uceda (Madrid, 15 de outubro de 1979) é uma triatleta profissional espanhola.

## Carreira

### Londres 2012
Marina Damlaimcourt disputou os Jogos de Londres 2012, terminando em 24º lugar com o tempo de 2:02:50. 